# Pierre Adam
Pierre Louis Eugène Adam (ur. 24 kwietnia 1924 w Paryżu, zm. 24 września 2012 w Gerde) – francuski kolarz torowy i szosowy, mistrz olimpijski.

## Kariera
Największy sukces w karierze Pierre Adam osiągnął w 1948 roku, kiedy wspólnie z Charlesem Coste, Serge’em Blussonem i Fernandem Decanalim zdobył złoty medal w drużynowym wyścigu na dochodzenie podczas igrzysk olimpijskich w Londynie. Był to jedyny medal wywalczony przez Adama na międzynarodowej imprezie tej rangi oraz jego jedyny start olimpijski. Startował również w wyścigach szosowych, ale nie odnosił większych sukcesów. Nigdy nie zdobył medalu na szosowych ani torowych mistrzostwach świata.